# Bob Doe
Francis Thomas Robert "Bob" Doe DSO (10 de março de 1920 - 21 de fevereiro de 2010) foi um ás da aviação da Royal Air Force durante a Batalha da Grã-Bretanha na Segunda Guerra Mundial.